# Acqueville (Manche)
Pour les articles homonymes, voir Acqueville.
Acqueville (prononcer /akvil/) est une ancienne commune française, située dans le département de la Manche en région Normandie, peuplée de 636 habitants.
Depuis le 1er janvier 2017, elle fait partie de la nouvelle commune de La Hague et a le statut de commune déléguée.

## Géographie

### Localisation
Les communes limitrophes sont Flottemanville-Hague, Sainte-Croix-Hague, Teurthéville-Hague et Vasteville.

### Hydrographie
La commune est traversée par le ruisseau des Noës.
Elle est bordée à l'ouest par le Néretz, ce ruisseau  prend source à Fontaine-au-Friche, il sépare Acqueville de Vasteville.
On y trouve aussi la source des Berthelines positionnée à 300 mètres du bourg.

### Paysages
Très peu boisé, principalement des prairies. Au nord, on trouve une vaste prairie les Tuilettes et la Fontaine aux Friches, qui comme son nom l'indique a été défrichée récemment (les restes des bois se trouvent à Vasteville, le Bois de Varengrou).

## Urbanisme

### Lieux-dits, hameaux et écarts
La commune se compose d'un bourg principal (Acqueville) et de plusieurs écarts : les Noës de Haut, les Noës, la Croix aux Rois, les Héleines, les Douets, Hameau Bigot, Froide Rue, la Belangerie, Hameau Paisant, l'Église, Hameau Voisin, Hameau Voisin de Bas, le Manoir, la Croix Moulin, la Bénignerie, Hameau Boivin, le Hutrel, Hameau Guerrier, le Lieu au Franc, la Hougue, le Carrefour des Pelles, l'Eupiquet, la Pole, Hameau Avoine, l'Angleterre.

## Toponymie
Le nom de la localité est attesté sous les formes Ecclesiam Ageville en 1064, Aguevilla en 1164, Agueville du XIIe au XVe siècle (Françoise Girard, Beaumont-Hague), Augevilla en 1238, Hacqueuille en  1638, Haqueuille au début du XVIIe siècle, Haqueuille en 1650.
Il s'agit d'une formation toponymique médiévale en -ville (élément issu du gallo-roman VILLA « domaine rural »). Le premier élément est l'anthroponyme d'origine scandinave Agi ou Aggi, bien attesté en ancien danois,. François de Beaurepaire suggère un apparentement avec Acqueville (Calvados), mais les formes anciennes de ce dernier sont du type Achevilla en 1190 (ch. de Saint-Étienne de Fontenay, n° 18), Akevilla en 1204 (magni rotuli, p. 92, 2), Aquevilla en 1235 (ch. de Barbery, n° 83), Aqueville en 1267 (ch. de Saint-Étienne de Fontenay). Elles impliquent le recours au nom de personne norrois Áki (vieux danois Aki).

## Histoire

### Temps modernes
En 1567, le sieur de la Brisette, Montagu et Acqueville est taxé pour ses trois fiefs de 20 livres dans le rôle du ban et d'arrière-ban de la vicomté de Coutances, effectué par Gilles Dancel lieutenant général du bailli de Cotentin les 20 et 22 octobre. Le fief d'Acqueville qui valait un quart de fief de haubert et relevait de la vicomté d'Alençon-en-Cotentin, avait des extensions à Vasteville, Sainte-Croix-Hague, Querqueville, Cherbourg et Flottemanville-Hague.

## Politique et administration

### Liste des maires
| Période                                                                                | Période       | Identité                | Étiquette | Qualité |
| -------------------------------------------------------------------------------------- | ------------- | ----------------------- | --------- | --- |
| Une partie des données est issue d'une liste établie par Jean Pouëssel et Jean Boivin. |               |                         |           | |
| 1792                                                                                   | 1792          | Jean-Michel Poullain    |           | |
| 1793                                                                                   | 1793          | Jean Voisin             |           | |
| 1793                                                                                   | 1795          | Nicolas Poulain         |           | |
| 1795                                                                                   | 1796          | Jacques Avoyne          |           | Officier public |
| 1796                                                                                   | 1796          | Pierre Avoyne           |           | |
| 1798                                                                                   | 1806          | Étienne Voisin          |           | |
| 1806                                                                                   | 1809          | Jean-Michel Poullain    |           | |
| 1809                                                                                   | 1828          | Nicolas Étienne Voisin  |           | |
| 1828                                                                                   | 1830          | Louis Lebuhotel         |           | |
| 1831                                                                                   | 1831          | Louis Avoyne            |           | |
| 1831                                                                                   | 1835          | Eloy Amiot              |           | |
| 1835                                                                                   | 1843          | Bienaimé Lainé          |           | |
| 1843                                                                                   | 1847          | Jacques Voisin          |           | |
| 1847                                                                                   | 1855          | Louis Avoyne            |           | |
| 1855                                                                                   | 1859          | Victor Bonnissent       |           | |
| 1860                                                                                   | 1860          | Frédéric Néel           |           | |
| 1860                                                                                   | 1873          | Auguste Cosnefroy       |           | |
| 1873                                                                                   | 1908          | Pierre Lefilliâtre      |           | |
| 1908                                                                                   | 1911          | Jean-Baptiste Lamotte   |           | |
| 1911                                                                                   | 1916          | Louis Fleury            |           | |
| 1916                                                                                   | 1919          | Jean-Baptiste Lebriseur |           | |
| 1919                                                                                   | 1922          | Jean-Baptiste Lamotte   |           | |
| 1922                                                                                   | 1926          | René Cauchon            |           | |
| 1926                                                                                   | octobre 1947  | François Mesnil         |           | |
| octobre 1947                                                                           | mars 1983     | Paul Gosselin           | DVD       | Agriculteur Conseiller général de Beaumont (1955 → 1985) Président du District de la Hague (1977 → 1983) Suppléant du député Jacques Hébert (1962 → 1967) |
| mars 1983                                                                              | juin 1995     | Georges Moulin          |           | Maire honoraire |
| juin 1995                                                                              | mars 2008     | Michel Gosselin         | DVG       | Employé de bureau Vice-président de la CC de la Hague (2001 → 2008)                                                                                       |
| mars 2008                                                                              | mars 2014     | Marcel Loquet           |           | Retraité de la DCNS Vice-président de la CC de la Hague (2008 → 2014)                                                                                     |
| mars 2014                                                                              | décembre 2016 | Antoine Digard          | SE        | Directeur d'agence travaux |

### Liste des maires délégués
| Période      | Période  | Identité       | Étiquette | Qualité                                                                                |
| ------------ | -------- | -------------- | --------- | -------------------------------------------------------------------------------------- |
| janvier 2017 | En cours | Antoine Digard | SE        | Directeur d'agence travaux Adjoint au maire de La Hague Réélu pour le mandat 2020-2026 |

### Tendances politiques et résultats
Le résultat de l'élection présidentielle de 2012 dans cette commune est le suivant :
| Candidat       | Candidat                    | Premier tour | Premier tour | Second tour | Second tour |
| Candidat       | Candidat                    | Voix         | %            | Voix        | %           |
| -------------- | --------------------------- | ------------ | ------------ | ----------- | ----------- |
|                | Eva Joly (EÉLV)             | 4            | 0,88         |             |             |
|                | Marine Le Pen (FN)          | 80           | 17,54        |             |             |
|                | Nicolas Sarkozy (UMP)       | 113          | 24,78        | 204         | 48,34       |
|                | Jean-Luc Mélenchon (FG)     | 56           | 12,28        |             |             |
|                | Philippe Poutou (NPA)       | 5            | 1,10         |             |             |
|                | Nathalie Arthaud (LO)       | 3            | 0,66         |             |             |
|                | Jacques Cheminade (SP)      | 3            | 0,66         |             |             |
|                | François Bayrou (MoDem)     | 58           | 12,72        |             |             |
|                | Nicolas Dupont-Aignan (DLR) | 9            | 1,97         |             |             |
|                | François Hollande (PS)      | 125          | 27,41        | 218         | 51,66       |
|                |                             |              |              |             |             |
| Inscrits       | Inscrits                    | 531          | 100,00       | 531         | 100,00      |
| Abstentions    | Abstentions                 | 66           | 12,43        | 77          | 14,50       |
| Votants        | Votants                     | 465          | 87,57        | 454         | 85,50       |
| Blancs et nuls | Blancs et nuls              | 9            | 1,94         | 32          | 7,05        |
| Exprimés       | Exprimés                    | 456          | 98,06        | 422         | 92,95       |

## Population et société

### Démographie
L'évolution du nombre d'habitants est connue à travers les recensements de la population effectués dans la commune depuis 1793. À partir du 1er janvier 2009, les populations légales des communes sont publiées annuellement dans le cadre d'un recensement qui repose désormais sur une collecte d'information annuelle, concernant successivement tous les territoires communaux au cours d'une période de cinq ans. 
Pour les communes de moins de 10 000 habitants, une enquête de recensement portant sur toute la population est réalisée tous les cinq ans, les populations légales des années intermédiaires étant quant à elles estimées par interpolation ou extrapolation. Pour la commune, le premier recensement exhaustif entrant dans le cadre du nouveau dispositif a été réalisé en 2007,.
En 2021, la commune comptait 636 habitants, en évolution de −4,5 % par rapport à 2015 (Manche : +0,44 %, France hors Mayotte : +2,49 %).
| 1793 | 1800 | 1806 | 1821 | 1831 | 1836 | 1841 | 1846 | 1851 |
| ---- | ---- | ---- | ---- | ---- | ---- | ---- | ---- | ---- |
| 501  | 421  | 419  | 455  | 486  | 487  | 444  | 429  | 436  |

| 1856 | 1861 | 1866 | 1872 | 1876 | 1881 | 1886 | 1891 | 1896 |
| ---- | ---- | ---- | ---- | ---- | ---- | ---- | ---- | ---- |
| 414  | 378  | 291  | 347  | 377  | 375  | 342  | 321  | 304  |

| 1901 | 1906 | 1911 | 1921 | 1926 | 1931 | 1936 | 1946 | 1954 |
| ---- | ---- | ---- | ---- | ---- | ---- | ---- | ---- | ---- |
| 280  | 304  | 314  | 231  | 257  | 257  | 271  | 272  | 293  |

| 1962 | 1968 | 1975 | 1982 | 1990 | 1999 | 2006 | 2011 | 2016 |
| ---- | ---- | ---- | ---- | ---- | ---- | ---- | ---- | ---- |
| 275  | 253  | 251  | 411  | 617  | 650  | 634  | 657  | 662  |

| 2019 | - | - | - | - | - | - | - | - |
| ---- | - | - | - | - | - | - | - | - |
| 611  | - | - | - | - | - | - | - | - |

## Culture locale et patrimoine

### Lieux et monuments
- Église Notre-Dame, avec avant-porche, des XVIe, XVIIe – XXe siècles, indiquée également souvent sous le vocable de saint Éloi. Elle est aujourd'hui rattachée à la nouvelle paroisse Bienheureux Thomas Hélye de la Hague du doyenné de Cherbourg-Hague[16]. Le clocher entre la nef et le chœur est coiffé en bâtière. Dans le mur de la nef des pierres sont disposées en arêtes de poisson indiquant l'art roman du XIIe siècle[Note 2]. À l'intérieur chapiteaux romans. Elle abrite un cadran solaire du XVIIe, des fonts baptismaux du XVIIIe, une Vierge à l'Enfant mutilée du XVe mise au jour en 1995 et des vitraux du XXe de Gabriel Loire[1].
- Croix de cimetière du XIXe siècle, le socle est ancien, pierre tombale d'enfant du XVIIe siècle.
- Croix de chemin dites croix aux Rois du XVIIIe siècle et croix au Hameau-Voisin du XVIIIe siècle.
- Ferme-manoir de la Bélengerie.
- Ferme-manoir du Hutrel.
- Le Manoir des XVIIe – XVIIIe siècles et son colombier.

Pour mémoire
Maison forte du Chastel-Martel. Par un aveu du 2 août 1616, de Jacques du Moncel, seigneur de Beaurepaire, on apprend l'existence d'une motte sur le territoire de la paroisse : « … Et estoit anciennement le manoir assis et basty sur motte avec fossez et maison forte qui s'appeloit le Chastel-Martel, estent à présent mondict manoir en autre lieu et proteste de ne pouvoir préjudicier au rétablissement dudit chastel… ».

### Personnalités liées à la commune
- Paul Gosselin (1907-1996) qui fut longtemps maire d'Acqueville et conseiller général du canton de Beaumont-Hague, inspira la création du district de la Hague en 1977, dont il fut le premier président.